# بات لالي
بات لالي (بالإنجليزية: Pat Lally)‏ هو لاعب كرة قدم بريطاني في مركز الوسط، ولد في 11 يناير 1952 في بادنغتون في المملكة المتحدة. لعب مع سوانزي سيتي ونادي ألدرشوت ونادي بيرتن ألبيون ونادي دونكاستر روفرز ونادي ميلوول ونادي يورك سيتي.